# Østveme Station
Østveme Station (Østveme holdeplass) var en jernbanestation på Bergensbanen, der lå ved bygden Øst-Veme i Ringerike kommune i Norge.
Stationen blev åbnet som trinbræt 14. juli 1930 i lighed med flere andre stationer på strækningen mellem Hønefoss og Sokna. De blev alle sammen nedlagt igen 31. maj 1970, inklusive Østveme.